# Cnaemidophorus
Cnaemidophorus is een geslacht van vlinders van de familie vedermotten (Pterophoridae).

## Soorten
- C. horribilis Gibeaux, 1996
- C. rhododactyla - Rozenvedermot Denis & Schiffermüller, 1775
- C. smithi Gielis, 1992